# Klaus Katzur
Klaus Katzur, né le 26 août 1943 à Potsdam et mort le 4 septembre 2016 à Riesa, est un nageur allemand. Il représentait l'Allemagne de l'Est (il a aussi fait partie de l'équipe unifiée d'Allemagne aux Jeux olympiques de 1964).

## Palmarès

### Jeux olympiques
- Jeux olympiques de 1972 à Munich (Allemagne de l'Ouest) :
  -  Médaille d'argent au titre du relais 4 × 100 m quatre nages.

### Championnats d'Europe
- Championnats d'Europe 1966 à Utrecht (Pays-Bas) :
  -  Médaille de bronze du 400 m quatre nages.

- Championnats d'Europe 1970 à Barcelone (Espagne) :
  -  Médaille d'or au titre du relais 4 × 100 m quatre nages.
  -  Médaille d'or du 200 m brasse.